# Unisex
Unisex è un termine con cui si fa riferimento a qualunque cosa sia adattabile sia ad un uomo che ad una donna, ma può essere usato anche per indicare attività che possono essere svolte indifferentemente da entrambi i sessi.

## Etimologia
Il termine fu coniato negli anni sessanta ed è di uso piuttosto comune ed informale. La parola è composta dal prefisso "uni-", proveniente dal latino "unus" che significa "uno", e dal termine inglese "sex" ("sesso"). In realtà il prefisso "uni" sembra essere stato influenzato più che altro dalle parole inglesi "united" ("uniti") e "universal" ("universale"), lasciando intendere che il suo significato sia quello più generico di "condiviso". In questo senso il significato della parola "unisex" può essere "condiviso da entrambi i sessi".

## Uso commerciale
I parrucchieri ed i saloni di bellezza che servono sia gli uomini che le donne sono spesso identificati unisex. Questo è tipico anche di altri servizi ed attività come le boutique che tradizionalmente separavano i sessi. Con il termine unisex si fa spesso riferimento anche a determinate categorie di abbigliamento o di acconciature nonché calzature.